# Alexandru Theodor Cisar

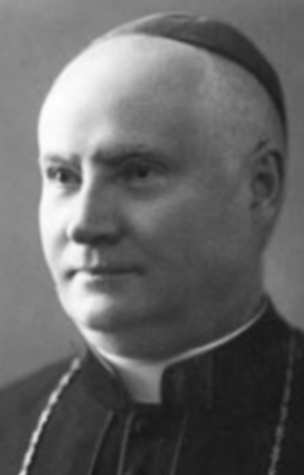
Alexandro Theodor Cisar

Alexandru Theodor Cisar (* 21. Oktober 1880 in Bukarest, (Rumänien); † 7. Januar 1954 ebenda) war von 1920 bis 1924 römisch-katholischer Bischof von Iași und von 1924 bis 1948 Erzbischof von Bukarest.

## Leben
Er besuchte nach dem Abitur 1892 das Priesterseminar in Bukarest und ging 1899 zum Theologiestudium nach Rom an die Päpstliche Universität Urbaniana, wo er am 6. Juni 1903 die Priesterweihe empfing. Nach Bukarest zurückgekehrt, wurde er Sekretär des Erzbischofs Joseph-Xavier Hornstein, Präfekt des erzbischöflichen Priesterseminars und Direktor der Schule San Andreas in Bukarest.
Am 22. April 1920 wurde Cisar von Papst Benedikt XV. zum Bischof von Iași ernannt. Die Bischofsweihe spendete ihm am 15. August 1920 in der St. Josephs-Kathedrale der Erzbischof von Bukarest Raymund Netzhammer OSB. Eine Woche später wurde er in der Mariä-Himmelfahrt-Kathedrale in Iași in seinem Bistum installiert. Das Bistum hatte in 244 Gemeinden mehr als 100.000 Katholiken, die in 5 Dekanaten von 53 Priestern seelsorgerisch betreut wurden. Jeder Priester hatte zwischen 5 und 18 Gemeinden zu versorgen. Deshalb förderte Bischof Cisar die Priesterausbildung in seinem Bistum, um möglichst viele junge Männer zum Priesterberuf zu führen.
Nach dem Rücktritt von Erzbischof Raymund Netzhammer am 14. Juli 1924 wurde am 12. Dezember 1924 Alexandru Theodor Cisar von Papst Pius XI. zum Erzbischof von Bukarest ernannt, gleichzeitig wurde er Apostolischer Administrator des Bistums Iași bis zur Ernennung des neuen Bischofs Mihai Robu am 5. Juli 1925. Die feierliche Inthronisation des Erzbischofs fand am 22. März 1925 in der St. Josephs-Kathedrale in Bukarest statt. Er ließ alte Kirchen restaurieren und neue bauen. Am 5. Juni 1930 wurde das Erzbistum Bukarest zur Kirchenprovinz erhoben und Erzbischof Cisar wurde Metropolit der römisch-katholischen Kirche Rumäniens.
1944 zum Rücktritt gezwungen, wurde er im Franziskanerkloster in Orăștie unter Hausarrest gestellt; dort weihte er 1951 Győző Simon Macalik zum Weihbischof von Alba Iulia. Er war am 5. April 1948 Mitkonsekrator bei Anton Durcovici zum Bischof von Iași und am 30. November 1948 bei Ioan Ploscaru zum rumänisch griechisch-katholischen Bischof von Lugoj.
Alexandru Theodor Cisar starb am 7. Januar 1954 in Bukarest und wurde in der Kapelle des katholischen Friedhofs Bellu in Bukarest beigesetzt.